# Harald Scharff
Harald Anton Scharff (Copenhague, Dinamarca, 20 de febrero de 1836 - Roskilde, Dinamarca, 3 de enero de 1912) fue un bailarín de ballet danés en el Teatro Real de Copenhague entre 1856 y 1871 y, a partir de 1861, un bailarín principal. 
Su carrera de baile se vio bruscamente interrumpida cuando en noviembre de 1871 resultó herido durante una actuación. Desde 1857 a 1875, año de fallecimiento de Hans Christian Andersen, se lo menciona con frecuencia en los diarios y almanaques del escritor y poeta —a menudo con su «amigo inseparable», expresión de la investigadora Helge Topsoe-Jensen, el actor Lauritz Eckardt. 
Andersen escribió el 17 de febrero de 1862 en su diario: «Theodor [Collin] me puso de muy mal humor, destacando lo fuerte que demuestro mi amor por S[charff] que se nota [...]». 
Andersen nunca mencionó a Harald Scharff en su autobiografía, debido a que esta relación se formó cuando el escritor y poeta tenía más de cincuenta años de edad.
Scharff se casó con la bailarina Elvida Møller en 1874. Sin embargo, ella desaparecería de su vida y terminaría sus días en el asilo para enfermos mentales St. Hans, en Roskilde, donde murió en 1912.